# Liste der Kulturdenkmale in der Südvorstadt (Plauen)

Lage des Stadtteils Südvorstadt in Plauen

In der Liste der Kulturdenkmale in der Südvorstadt (Plauen) sind die Kulturdenkmale des Plauener Stadtteils Südvorstadt verzeichnet, die bis November 2019 vom Landesamt für Denkmalpflege Sachsen erfasst wurden (ohne archäologische Kulturdenkmale). Die Anmerkungen sind zu beachten.
Diese Aufzählung ist eine Teilmenge der Liste der Kulturdenkmale in Plauen.

## Liste der Kulturdenkmale in der Südvorstadt
| Bild | Bezeichnung                                         | Lage                          | Datierung           | Beschreibung | ID       |
| ---- | --------------------------------------------------- | ----------------------------- | ------------------- | --- | -------- |
|      | Mietshaus in geschlossener Bebauung                 | Fichtestraße 8 (Karte)        | 1902                | Historisierender Klinkerbau der Stadterweiterung, von baugeschichtlicher Relevanz. Entworfen von Josef Ambrosch für den Bauunternehmer August Hartmann. Dreigeschossiger einfacher gelber Klinkerbau mit fünf Achsen, zeittypische Kunststeingliederung. Links segmentbogiger Eingang, Fenster im Erdgeschoss bogig, über Erdgeschoss Gurtgesims. Die Fenster der Obergeschosse rechteckig, zwischen den Obergeschossen Schmuckfelder mit Putzstuck-Ornamentik, über den beiden rechten Achsen dreiachsiger Dachausbau mit trapezförmiger Bedeckung. Im Inneren Wohnungstüren und Fliesen auf den Treppenpodesten erhalten.                                                                       | 09247861 |
|      | Mietshaus in Ecklage in geschlossener Bebauung      | Fichtestraße 18 (Karte)       | 1899                | Historisierendes Gebäude der Stadterweiterung, baugeschichtliche Relevanz. Entworfen von Albert Mothes für Ernst Färber. Dreigeschossiger roter Klinkerbau, 4:4 Achsen (davon eine mit Kuppelfenstern) plus abgeschrägte Achse als Eckbetonung. Erdgeschoss mit Rundbogenöffnungen, Eingang seitlich, über Erdgeschoss Gurtgesims. Die Obergeschosse mit Rechteckfenstern, mit ornamentaler Putz-Stuck-Bekrönung (Blattmotive). Traufgesims mit aufwendigem Bogenfries. Drei Achsen über Eck mit Dachausbau, hier wieder Rundbogenfenster, Gussstein-Dreiecksbekrönungen, im Giebelfeld: „A D 1900“. Jede Seite mit drei stehenden Gaupen. Ursprünglich vermutlich mit Gaststätte im Erdgeschoss. | 09246485 |
|      | Mietshaus in geschlossener Bebauung                 | Fichtestraße 20 (Karte)       | 1900                | Historisierendes Gebäude der Stadterweiterung, baugeschichtliche Relevanz. Entworfen von Albert Mothes für Ernst Färber. Dreigeschossiger und fünfachsiger Putz-Klinker-Bau, Erdgeschoss verputzt (Nutung), hier Segmentbogenöffnungen, über drei Achsen im Erdgeschoss Gesims. Geputzt auch der dominante Seitenrisalit, dessen zwei Achsen zu Kuppelfenstern zusammengefasst sind, hier Bekrönung durch Dachausbau mit verziertem rundbogigen Abschluss (Eule und Wappen). Die beiden Obergeschosse ansonsten mit roten Klinkern und Putzstuck-Ornamentfeldern, auch das breite Traufgesims aufwendig floral dekoriert. Die hechtartig zusammengefassten Gaupen nicht original.                 | 09246487 |
|      | Mietshaus in geschlossener Bebauung                 | Fichtestraße 22 (Karte)       | Bezeichnet mit 1901 | Historisierendes Gebäude der Stadterweiterung, baugeschichtliche Relevanz. Entworfen von Albert Mothes für Ernst Färber. Dreigeschossiger Putz-Klinker-Bau, Erdgeschoss mit Putznutung, über Eingang links Inschrift „Salve“. Über Erdgeschoss Gesims, das für den einachsigen Putz-Mittelrisalit unterbrochen wird. Die Obergeschosse ansonsten mit roten Klinkern und Schmuckfeldern, die so auch auf den anderen Gebäuden der Zeile zu finden sind. Floral gestalteter breiter Trauffries. Über den beiden rechten Achsen Dachausbau mit Rundbogenfenstern, darüber Giebel mit Schmuckfeld und trapezförmigem Abschluss.                                                                       | 09246488 |
|      | Mietshaus in geschlossener Bebauung                 | Fichtestraße 24 (Karte)       | 1901                | Historisierendes Gebäude der Stadterweiterung, baugeschichtliche Relevanz. Entworfen von Albert Mothes für Ernst Färber. Dreigeschossiger Putz-Klinker-Bau, Erdgeschoss mit Putznutung, über segmentbogiger Einfahrt links Inschrift „Salve“. Über Erdgeschoss Gesims, das in der Mittelachse (hier Kuppelfenster) leicht erhöht ist. Die Obergeschosse ansonsten mit roten Klinkern und Schmuckfeldern sowie Putzbändern, wie bei den anderen Häusern der Zeile floral gestalteter breiter Trauffries. Über den beiden rechten Achsen Dachausbau mit Rundbogenfenstern, darüber Schweifgiebel mit Schmuckfeld.                                                                                   | 09246489 |
|      | Mietshaus in geschlossener Bebauung                 | Fichtestraße 26 (Karte)       | Bezeichnet mit 1902 | Historisierendes Gebäude der Stadterweiterung, baugeschichtliche Relevanz. Entworfen von Albert Mothes für Ernst Färber. Dreigeschossiger Putz-Klinker-Bau, Erdgeschoss mit Putznutung, über zentralem Eingang Inschrift „Salve“. Über Erdgeschoss Gesims, das in der linken Seitenachse (hier Kuppelfenster) leicht erhöht ist. Die Obergeschosse ansonsten mit roten Klinkern und Schmuckfeldern sowie Putzbändern, wie bei den anderen Häusern der Zeile floral gestalteter breiter Trauffries. Über der linken Achse Dachausbau mit Rundbogenfenstern, darüber Schweifgiebel mit Schmuckfeld und der Jahreszahl.                                                                              | 09246490 |
|      | Mietshaus in geschlossener Bebauung                 | Fichtestraße 30 (Karte)       | Bezeichnet mit 1903 | Historisierendes Gebäude der Stadterweiterung, baugeschichtliche Relevanz. Entworfen von Albert Mothes für Ernst Färber. Dreigeschossiger Putz-Klinker-Bau, Erdgeschoss mit Putznutung, über zentralem Eingang Inschrift „Salve“. Über den rechten drei Achsen des Erdgeschosses Gesims. Die Obergeschosse ansonsten mit roten Klinkern und Schmuckfeldern sowie Putzbändern, wie bei den anderen Häusern der Zeile floral gestalteter breiter Trauffries. Links Putzrisalit mit Kuppelfenstern und Dachausbau mit Rundbogenabschluss. | 09246491 |
|      | Mietshaus in geschlossener Bebauung                 | Kantstraße 5 (Karte)          | Bezeichnet mit 1902 | Historisierende Fassade der Stadterweiterung, baugeschichtliche Bedeutung. Entworfen von Zimmermeister Hermann Oberst für sich selbst. Dreigeschossiger fünfachsiger gelber Klinkerbau, hoher zentraler Eingang, über Erdgeschoss Gurtgesims und Schmuckfries, darin die Dreiecksbekrönung des Eingangs. Alle Öffnungen mit Pilasterrahmung und Kunststeineinfassungen mit Schlussstein, Diamantquader, erstes Obergeschoss hervorgehoben durch Bekrönungen der Fenster der Mittelachsen. Im Bereich der beiden rechten Achsen Dachausbau mit gekuppelten Rundbogenfenstern und gerader Verdachung.                                                                                               | 09247860 |
|      | Wohnhaus in halboffener Bebauung                    | Kantstraße 10 (Karte)         | Um 1900             | Historisierender Bau der Stadterweiterung, baugeschichtliche Bedeutung. Dreigeschossig, fünf Achsen, roter Klinker, Eingang seitlich rundbogig, Rundbogenfenster im Erdgeschoss, darüber Gurtgesims und breiter Putzfries. Die Obergeschoss-Fenster der zentralen Achsen durch Putzgliederung gekuppelt, darüber kleiner Dachausbau mit geschweiftem Renaissancegiebel (Voluten und Obelisk). Im ersten Obergeschoss waagerechte Fensterverdachungen und Dreieckgiebel, Mansarddach mit Schleppgauben. | 09247420 |
|      | Mietshaus in Ecklage in halboffener Bebauung        | Kantstraße 23 (Karte)         | Um 1902             | Bildprägendes späthistoristisches Gebäude mit Jugendstilapplikationen, baugeschichtliche Bedeutung. Entworfen von Ernst Färber für den Eigenbedarf. Dreigeschossiger Putzbau, jede Etage durch Gurtgesims optisch getrennt, Fenstereinfassungen mit floralen Reliefs verziert, Hausecke viergeschossig mit aufwendig verzierten Blendgiebeln und Helmdach, 4 × 3 Fensterachsen, teilweise gebundene Fenster. Die Balkone erst in neuester Zeit angebracht. | 09247386 |
|      | Mietshaus in geschlossener Bebauung                 | Reinsdorfer Straße 33 (Karte) | 1898                | Historisierende Fassade der Stadterweiterung, baugeschichtliche Relevanz. Entworfen von Arthur Eckhardt für Friedrich Wilhelm Eckhardt. Dreigeschossiger roter Klinkerbau mit fünf Achsen, Sockel Natursteinschichtmauerwerk, Erdgeschoss mit Segmentbogenöffnungen (Schlusssteine), darüber breites Gurtgesims. Durch Wand-Öffnungs-Verhältnis betonter flacher Mittelrisalit mit Eingang (zweiflügeliges Türblatt, Oberlicht), stärker dekorierter Fensterachse (Wappen), darüber Dachausbau. Die anderen Fenster zu Zweiergruppen gepaart. Traufgesims ebenfalls breit, vier Schleppgaupen. | 09247796 |
|      | Mietshaus in Ecklage und jetzt halboffener Bebauung | Reinsdorfer Straße 37 (Karte) | 1899                | Zeittypischer Klinkerbau von baugeschichtlicher und ortsentwicklungsgeschichtlicher Bedeutung. Entworfen von Zimmermeister Hermann Oberst für die Eigenvermarktung. Dreigeschossiger roter Klinkerbau, Eckbetonung durch schräg gestellte Achse mit dreigeschossigem, über Erdgeschoss beginnendem Rechteckerker mit steilem Pyramidenhelm, flankiert von je zwei Achsen mit von Renaissancegiebeln bekrönten Dachausbauten. Betonung der Waagerechten durch Gurtgesims über Erdgeschoss und ebenso ausgeprägtem Traufgesims. Standard-Gusssteinbekrönungen der Obergeschoss-Fenster (Dreiecke und Bögen). Viele stehende Gaupen, anscheinend neu.                                                | 09299942 |
|      | Mietshaus in geschlossener Bebauung                 | Reinsdorfer Straße 43 (Karte) | 1898                | Einfache historisierende Fassade der Stadterweiterung um 1900. Entworfen von Zimmermeister Hermann Oberst für die Eigenvermarktung. Dreigeschossiger roter Klinkerbau, fünf Achsen, Erdgeschoss mit zentralem (eingezogenem) Eingang, über Erdgeschoss Gurtgesims, Fensterbekrönungen im ersten Obergeschoss standardmäßig Wechsel von gerader und Dreiecksverdachung, Brüstungen mit Diamantquadern. Über profiliertem Traufgesims flaches Satteldach mit zwei großen stehenden Gaupen (nicht original). | 09246482 |
|      | Mietshaus in jetzt halboffener Bebauung             | Reinsdorfer Straße 44 (Karte) | 1898                | Einfache historisierende Fassade der Stadterweiterungszeit, baugeschichtliche Relevanz. Entworfen von Bauunternehmer Ernst Färber. Dreigeschossiger gelber Klinkerbau, fünf Achsen, symmetrischer Aufriss, im Erdgeschoss Fensterverdachungen mit Diamantquadern, zentraler Eingang, über Erdgeschoss Gurtgesims. Erstes Obergeschoss abwechselnd Dreieckgiebelverdachung mit Kranzornament und waagerechte Verdachungen auf Konsolen, zweites Obergeschoss abwechselnd Rund- und Segmentbögen, in Bogenfeldern u. a. bärtiger Männerkopf, Satteldach mit fünf Schleppgauben. | 09247415 |
|      | Mietshaus in geschlossener Bebauung                 | Reinsdorfer Straße 45 (Karte) | 1898                | Einfache historisierende Fassade der Stadterweiterung um 1900. Entworfen 1898 von Rudolf Schäfer für Anton Frisch. Dreigeschossiger roter Klinkerbau, fünf Achsen, Erdgeschoss mit zentralem (eingezogenem und segmentbogigem) Eingang, über Erdgeschoss Gurtgesims, die Obergeschoss-Fenster rechteckig, ornamentierte Konsolfelder im ersten Obergeschoss, die beiden rechten Achsen mit Kuppelfenstern. Über profiliertem Traufgesims stehende Gaupen. | 09246481 |
|      | Mietshaus in halboffener Bebauung                   | Reinsdorfer Straße 52 (Karte) | 1899                | Historisierende Fassade der Stadterweiterungszeit, baugeschichtliche Bedeutung. Errichtet von Ernst Färber. Dreigeschossiger gelber Klinkerbau. Erdgeschoss mit Rundbogenöffnungen, darüber Gurtgesims, die Fenster der Obergeschosse rechteckig, die beiden linken Achsen betont durch Fensterkuppelungen und rundbogigen zweiachsigen Dachausbau (dieser in rotem Klinker, wie auch die Zierbögen über den Kuppelfenstern des ersten Obergeschosses), auch die Fenster zur Hausecke gekuppelt. Auffällig die rustikalen Fensterrahmungen und das Bogenfries-Traufgesims. Einige stehende Gaupen.                                                                                                | 09246484 |

## Ehemalige Denkmale
| Bild | Bezeichnung                                    | Lage                          | Datierung | Beschreibung | ID       |
| ---- | ---------------------------------------------- | ----------------------------- | --------- | --- | -------- |
|      | Wohnhaus in geschlossener Bebauung und Ecklage | Fichtestraße 21 (Karte)       |           | Zwischen 2009 und 2017 von der Denkmalliste gestrichen |          |
|      | Mietshaus in geschlossener Bebauung            | Oelsnitzer Straße 78 (Karte)  | 1889      | Historisierende Gründerzeitfassade, baugeschichtliche Relevanz. Dreigeschossiger gelber Klinkerbau, fünf Achsen, Erdgeschoss mit Laden, Eingang mittig, Erdgeschoss wird durch Gurtgesims optisch abgegrenzt. Die Obergeschoss-Fenster gerade oder mit Dreiecken verdacht, zentraler Dachausbau mit Volutengiebel, zwei stehende Gaupen. Zwischen 2019 und 2024 aus der Denkmalliste gestrichen.                                                                                        | 09246493 |
|      | Mietshaus in jetzt halboffener Bebauung        | Oelsnitzer Straße 80 (Karte)  | 1899      | Historisierende Gründerzeitfassade, baugeschichtliche Relevanz. Dreigeschossiger Klinkerbau, fünf Achsen, gelber Klinker, waagerechte Fensterverdachungen, im ersten Obergeschoss Mittelfenster mit Dreieckgiebelverdachung. Zweiachsiger Dacherker mit Dreieckgiebel, Gauben segmentbogenförmig abschließend, einfache Fassadenverzierungen u. a. Fensterbrüstungen reliefartig verziert, Sohlbänke durch Kragsteine gestützt. Zwischen 2019 und 2024 aus der Denkmalliste gestrichen. | 09246492 |
|      | Wohnhaus in geschlossener Bebauung             | Reinsdorfer Straße 41 (Karte) |           | Zwischen 2009 und 2017 von der Denkmalliste gestrichen |          |
|      | Wohnhaus in geschlossener Bebauung             | Reinsdorfer Straße 47 (Karte) |           | Zwischen 2009 und 2017 von der Denkmalliste gestrichen |          |

## Tabellenlegende
- Bild: Bild des Kulturdenkmals, ggf. zusätzlich mit einem Link zu weiteren Fotos des Kulturdenkmals im Medienarchiv Wikimedia Commons. Wenn man auf das Kamerasymbol klickt, können Fotos zu Kulturdenkmalen aus dieser Liste hochgeladen werden:
- Bezeichnung: Denkmalgeschützte Objekte und ggf. Bauwerksname des Kulturdenkmals
- Lage: Straßenname und Hausnummer oder Flurstücknummer des Kulturdenkmals. Die Grundsortierung der Liste erfolgt nach dieser Adresse. Der Link (Karte) führt zu verschiedenen Kartendiensten mit der Position des Kulturdenkmals. Fehlt dieser Link, wurden die Koordinaten noch nicht eingetragen. Sind diese bekannt, können sie über ein Tool mit einer Kartenansicht einfach nachgetragen werden. In dieser Kartenansicht sind Kulturdenkmale ohne Koordinaten mit einem roten bzw. orangen Marker dargestellt und können durch Verschieben auf die richtige Position in der Karte mit Koordinaten versehen werden. Kulturdenkmale ohne Bild sind an einem blauen bzw. roten Marker erkennbar.
- Datierung: Baubeginn, Fertigstellung, Datum der Erstnennung oder grobe zeitliche Einordnung entsprechend des Eintrags in der sächsischen Denkmaldatenbank
- Beschreibung: Kurzcharakteristik des Kulturdenkmals entsprechend des Eintrags in der sächsischen Denkmaldatenbank, ggf. ergänzt durch die dort nur selten veröffentlichten Erfassungstexte oder zusätzliche Informationen
- ID: Vom Landesamt für Denkmalpflege Sachsen vergebene, das Kulturdenkmal eindeutig identifizierende Objekt-Nummer. Der Link führt zum PDF-Denkmaldokument des Landesamtes für Denkmalpflege Sachsen. Bei ehemaligen Kulturdenkmalen können die Objektnummern unbekannt sein und deshalb fehlen bzw. die Links von aus der Datenbank entfernten Objektnummern ins Leere führen. Ein ggf. vorhandenes Icon  führt zu den Angaben des Kulturdenkmals bei Wikidata.